# Décence
« Décent » redirige ici. Pour l’article homophone, voir D100.
Pour l'usurpateur romain, voir Magnus Decentius.
 (octobre 2024).
Si vous disposez d'ouvrages ou d'articles de référence ou si vous connaissez des sites web de qualité traitant du thème abordé ici, merci de compléter l'article en donnant les références utiles à sa vérifiabilité et en les liant à la section « Notes et références ».
La décence est le respect des convenances et des normes d'ordre moral.

## La décence dans les mœurs
Est réputée puritain toute personne qui professe une grande pureté de principes moraux ou politiques.
Le puritanisme est un courant religieux chrétien protestant, relevant du calvinisme, très actif autrefois en Angleterre puis en Nouvelle-Angleterre.
Les gens simples (en) (vivant de manière simple), de vêture modeste (en) relèvent ou relevaient (en Occident) de l'anabaptisme, ou du mennonisme. Le mouvement contemporain de simplicité volontaire reprend en partie cette recherche de vêtement professionnel, façon uniforme scolaire (ou uniforme militaire ou habit religieux).
Il s'agit d'abord d'adopter un comportement vestimentaire approprié en public, avec respect et responsabilité, sans consommation ostentatoire ni esprit de vertu ostentatoire ni provocation. 
Cette notion, tout autant que son opposé l'indécence, est variable, selon l'âge, le groupe social, la société, l'époque, les circonstances, l'orientation religieuse, etc.